# Юшков, Семён Петрович
Семён Петрович Юшков (1821, Пермская губерния — после 1860, Российская империя) — русский крепостной художник-портретист и иконописец.

## Биография
Родился в 1821 году. Был крепостным Строгановых. Жил и работал в селе Ильинском (ныне посёлок Ильинский).
Живописи обучался также у крепостного художника Николая Семёновича Македонова с 1838 года. Также учился музыке. С 1841 года стал писать самостоятельно. С сентября 1841 по май 1846 года был живописцем, регентом церковного хора и музыкальным учителем. Писал декорации для ильинского театра крепостных актеров, а также музыку для водевилей театра. Работал вплоть до 1860 года, когда «от службы был уволен». Больше в архивных делах Строгановых имя Семёна Юшкова не упоминается. Его учеником был также крепостной художник Строгановых Фёдор Иванович Шилоносов.
Большая часть известных ныне работ Юшкова обозначена 1850-ми годами. Вероятно, это было самое плодотворное время его творчества. Из десяти сохранившихся холстов пять — это портреты крепостных крестьян села Ильинского. Работы художника находятся в уральских музеях, в частности, в Перми (Пермская государственная художественная галерея) и Екатеринбурге (Екатеринбургский музей изобразительных искусств).

Некоторые работы
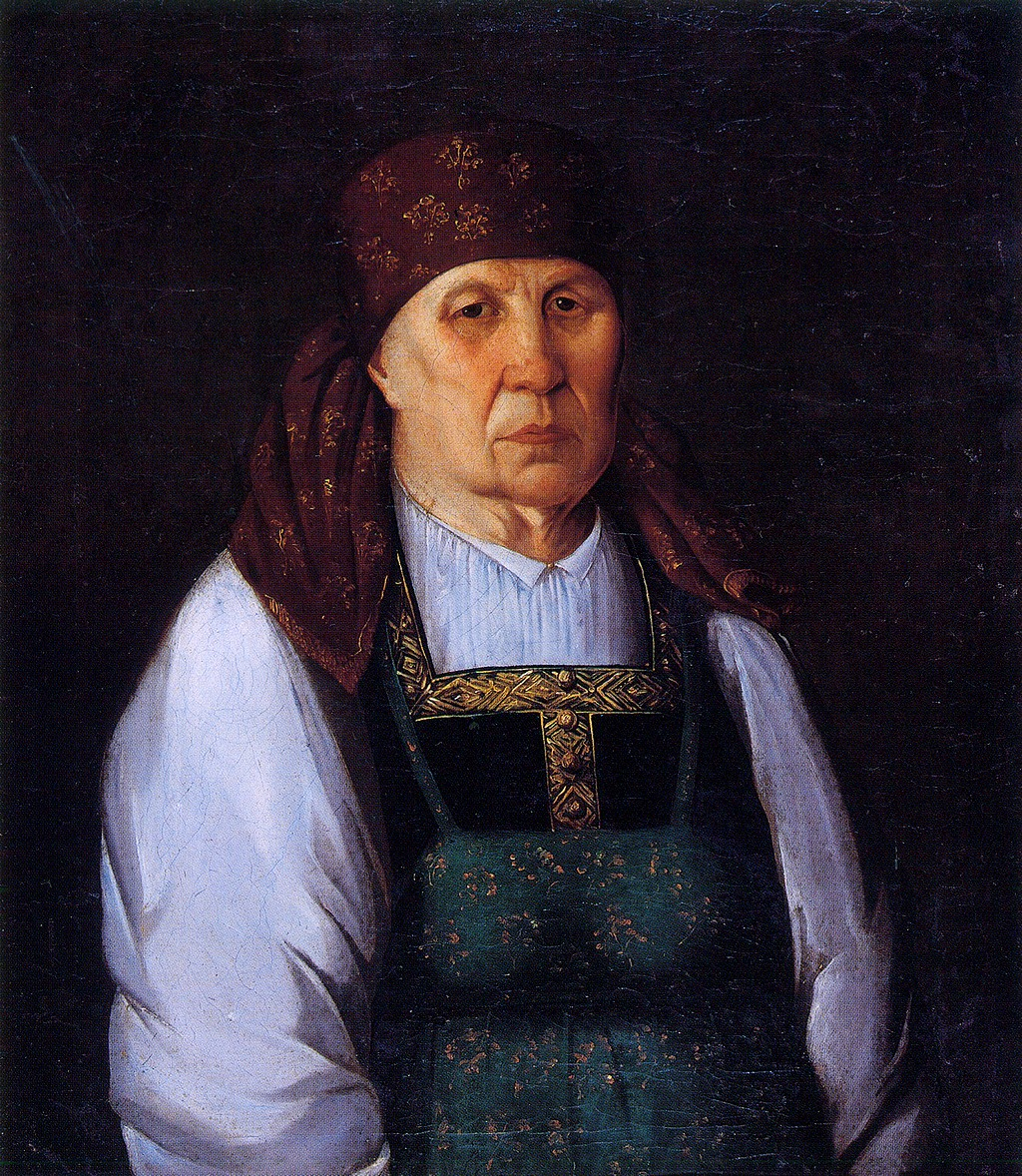
Портрет П. П. Шариной[5], крепостной села Ильинского (1850-е)
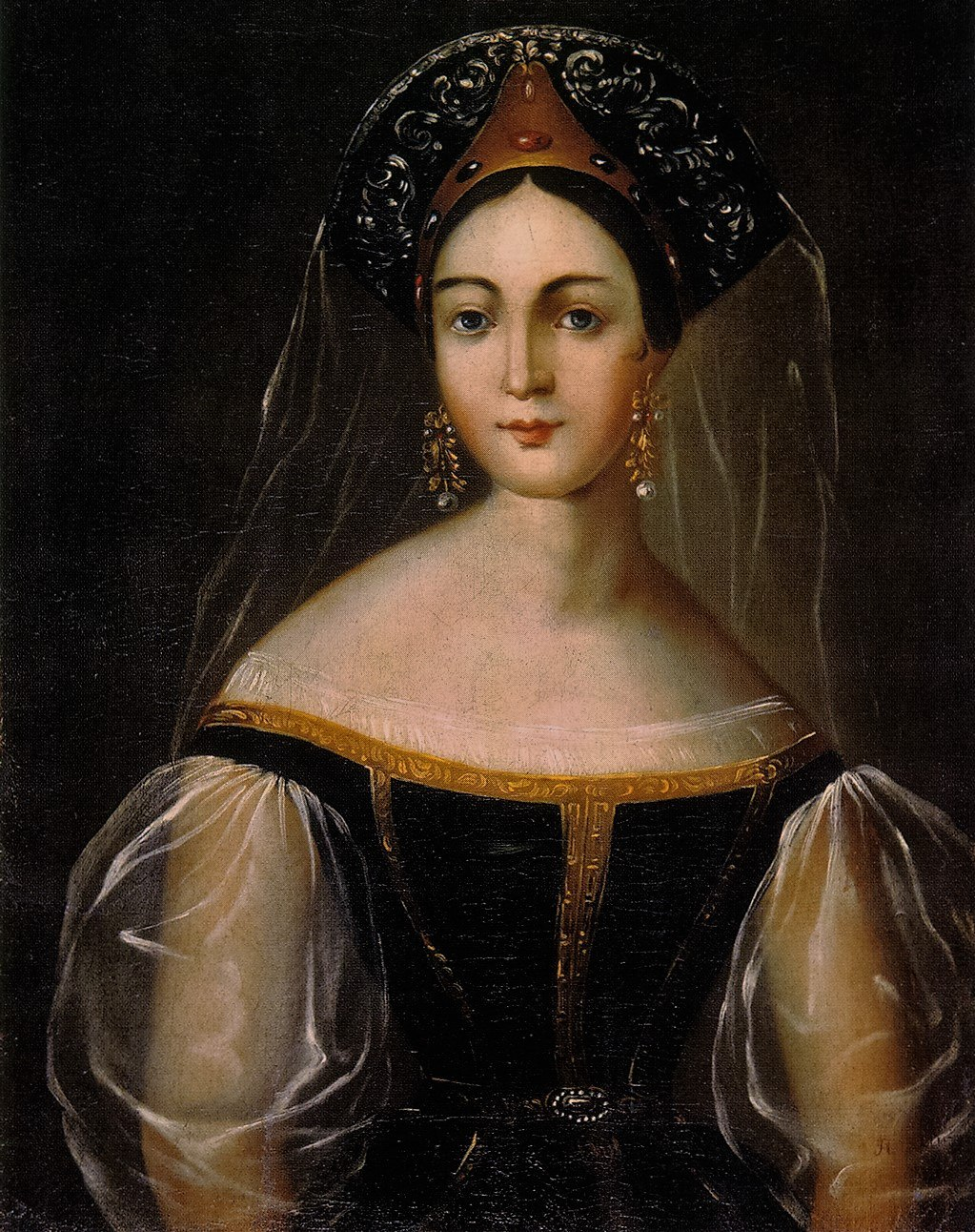
Портрет Таисии Петровны Серебенниковой[6], дочери ильинского священника (1850)
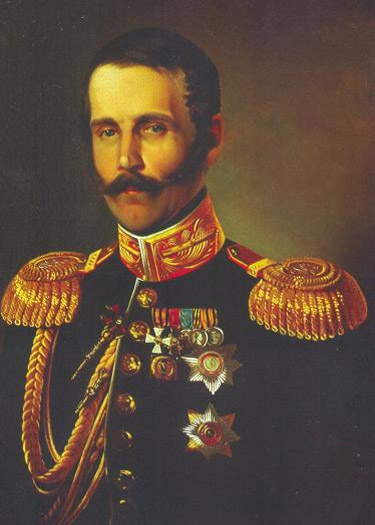
Портрет Сергея Григорьевича Строганова, военного и государственного деятеля (1853)
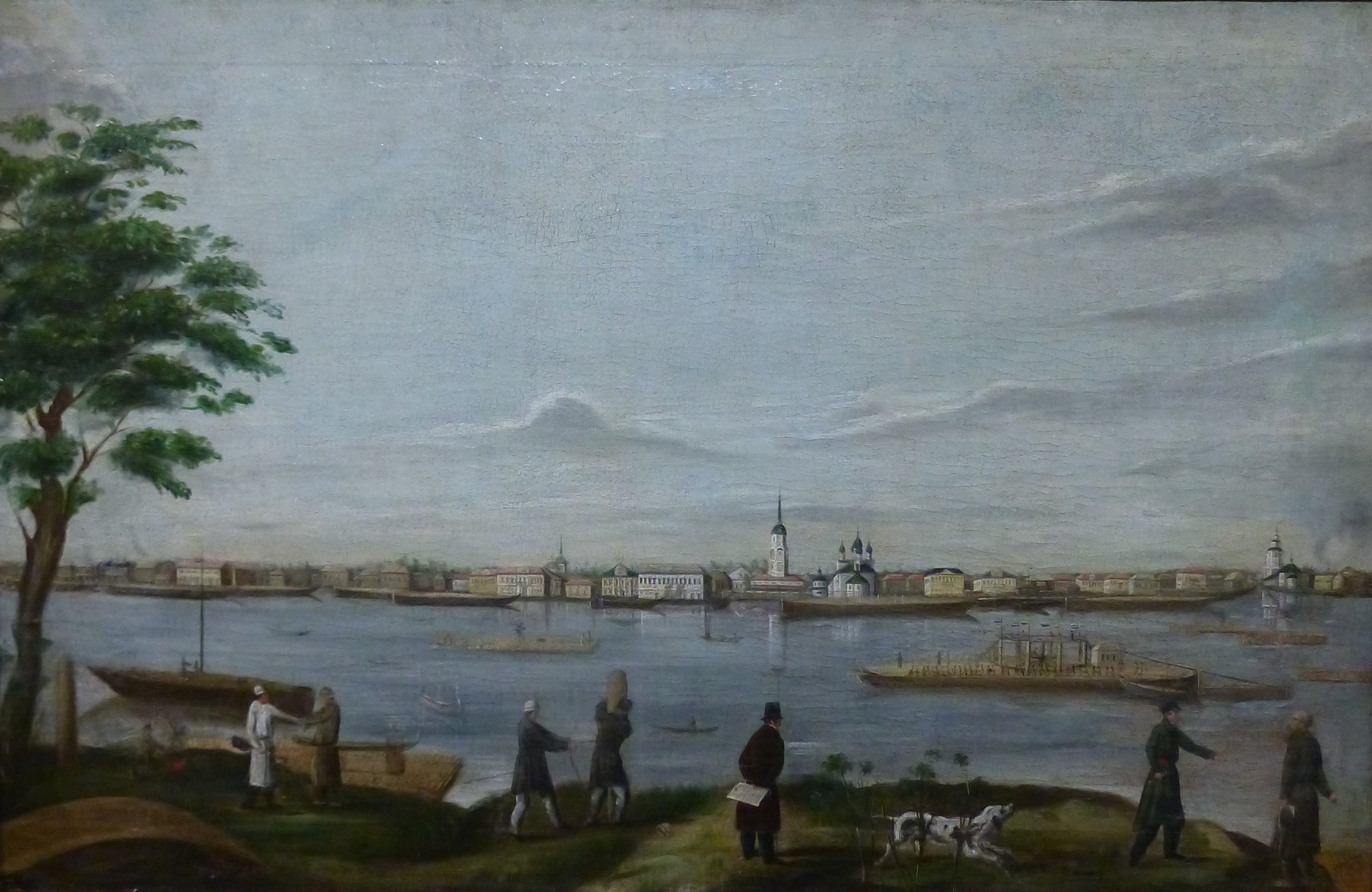
Вид Усолья со стороны Камы (1840-е — 1860-е годы)